# Saint-Paul-du-Vernay
Saint-Paul-du-Vernay és un municipi francès situat al departament de Calvados i a la regió de Normandia. L'any 2007 tenia 667 habitants.

## Demografia

### Població
El 2007 la població de fet de Saint-Paul-du-Vernay era de 667 persones. Hi havia 247 famílies de les quals 48 eren unipersonals (22 homes vivint sols i 26 dones vivint soles), 74 parelles sense fills, 103 parelles amb fills i 22 famílies monoparentals amb fills.
La població ha evolucionat segons el següent gràfic:
Habitants censats

### Habitatges
El 2007 hi havia 275 habitatges, 250 eren l'habitatge principal de la família, 16 eren segones residències i 9 estaven desocupats. 272 eren cases i 1 era un apartament. Dels 250 habitatges principals, 222 estaven ocupats pels seus propietaris, 25 estaven llogats i ocupats pels llogaters i 3 estaven cedits a títol gratuït; 2 tenien una cambra, 7 en tenien dues, 26 en tenien tres, 67 en tenien quatre i 148 en tenien cinc o més. 197 habitatges disposaven pel capbaix d'una plaça de pàrquing. A 102 habitatges hi havia un automòbil i a 131 n'hi havia dos o més.

### Piràmide de població
La piràmide de població per edats i sexe el 2009 era:
| Homes | Edats   | Dones |
| ----- | ------- | ----- |
| 0     | 95 o +  | 0     |
| 0     | 90 a 94 | 4     |
| 8     | 85 a 89 | 12    |
| 4     | 80 a 84 | 4     |
| 8     | 75 a 79 | 16    |
| 20    | 70 a 74 | 4     |
| 12    | 65 a 69 | 12    |
| 8     | 60 a 64 | 28    |
| 8     | 55 a 59 | 4     |
| 36    | 50 a 54 | 24    |
| 28    | 45 a 49 | 40    |
| 12    | 40 a 44 | 20    |
| 20    | 35 a 39 | 20    |
| 28    | 30 a 34 | 20    |
| 16    | 25 a 29 | 16    |
| 36    | 20 a 24 | 12    |
| 32    | 15 a 19 | 16    |
| 16    | 10 a 14 | 40    |
| 20    | 5 a 9   | 20    |
| 36    | 0 a 4   | 8     |

## Economia
El 2007 la població en edat de treballar era de 448 persones, 343 eren actives i 105 eren inactives. De les 343 persones actives 314 estaven ocupades (163 homes i 151 dones) i 31 estaven aturades (15 homes i 16 dones). De les 105 persones inactives 43 estaven jubilades, 36 estaven estudiant i 26 estaven classificades com a «altres inactius».

### Ingressos
El 2009 a Saint-Paul-du-Vernay hi havia 274 unitats fiscals que integraven 738 persones, la mediana anual d'ingressos fiscals per persona era de 16.725 €.

### Activitats econòmiques
Dels 33 establiments que hi havia el 2007, 1 era d'una empresa alimentària, 1 d'una empresa de fabricació d'altres productes industrials, 11 d'empreses de construcció, 11 d'empreses de comerç i reparació d'automòbils, 1 d'una empresa de transport, 1 d'una empresa financera, 2 d'empreses de serveis, 1 d'una entitat de l'administració pública i 4 d'empreses classificades com a «altres activitats de serveis».
Dels 13 establiments de servei als particulars que hi havia el 2009, 1 era una oficina de correu, 1 taller de reparació d'automòbils i de material agrícola, 4 paletes, 1 guixaire pintor, 1 fusteria, 3 lampisteries i 2 perruqueries.
L'únic establiment comercial que hi havia el 2009 era una fleca.
L'any 2000 a Saint-Paul-du-Vernay hi havia 28 explotacions agrícoles que ocupaven un total de 804 hectàrees.

## Equipaments sanitaris i escolars
El 2009 hi havia una escola elemental.

## Poblacions més properes
El següent diagrama mostra les poblacions més properes.